# André Obey
André Obey (* 8. Mai 1892 in Douai; † 11. April 1975 in Montsoreau) war ein französischer Theaterautor, Essayist und Romanautor.

## Leben und Wirken

### Von den Anfängen des Schreibens
Mit 20 Jahren gewann André Obey an einem Wettbewerb für Klavierspiel den ersten Preis des Konservatoriums in Lille. Trotz Erfolg als Pianist verfolgte er ein anderes berufliches Ziel: Er studierte Rechtswissenschaften, schloss sein Studium als Jurist ab und erwarb ein Diplom in Sprach- und Literaturwissenschaft.
Im Ersten Weltkrieg kämpfte er als Soldat und erlitt eine schwere Kopfverletzung. Im Lazarett von Limoges schrieb er seinen ersten Roman – Soldat. Dieser wurde nie veröffentlicht.
Nach dem Krieg zog er nach Paris, wo er sein Geld als Journalist und Chronist verdiente: André Obey verfasste Kurzgeschichten für literarische Zeitschriften wie auch Musik- und Theaterkritiken und arbeitete für diverse Tageszeitungen.
Nebst dem erschuf er vier Romane und brachte weitere Schreibwerke hervor: In seinem Essay In L’Orge du Stade berichtete André Obey zum Beispiel mit rund 20 Artikeln über die Finalwettkämpfe der Olympischen Sommerspiele 1924 in Paris.
Für seinen Roman Le Joueur de Triangle wurde André Obey im Erscheinungsjahr seines Buches (1928) mit dem Literaturpreis Prix Renaudot ausgezeichnet.

### Der Weg zum Theaterautor

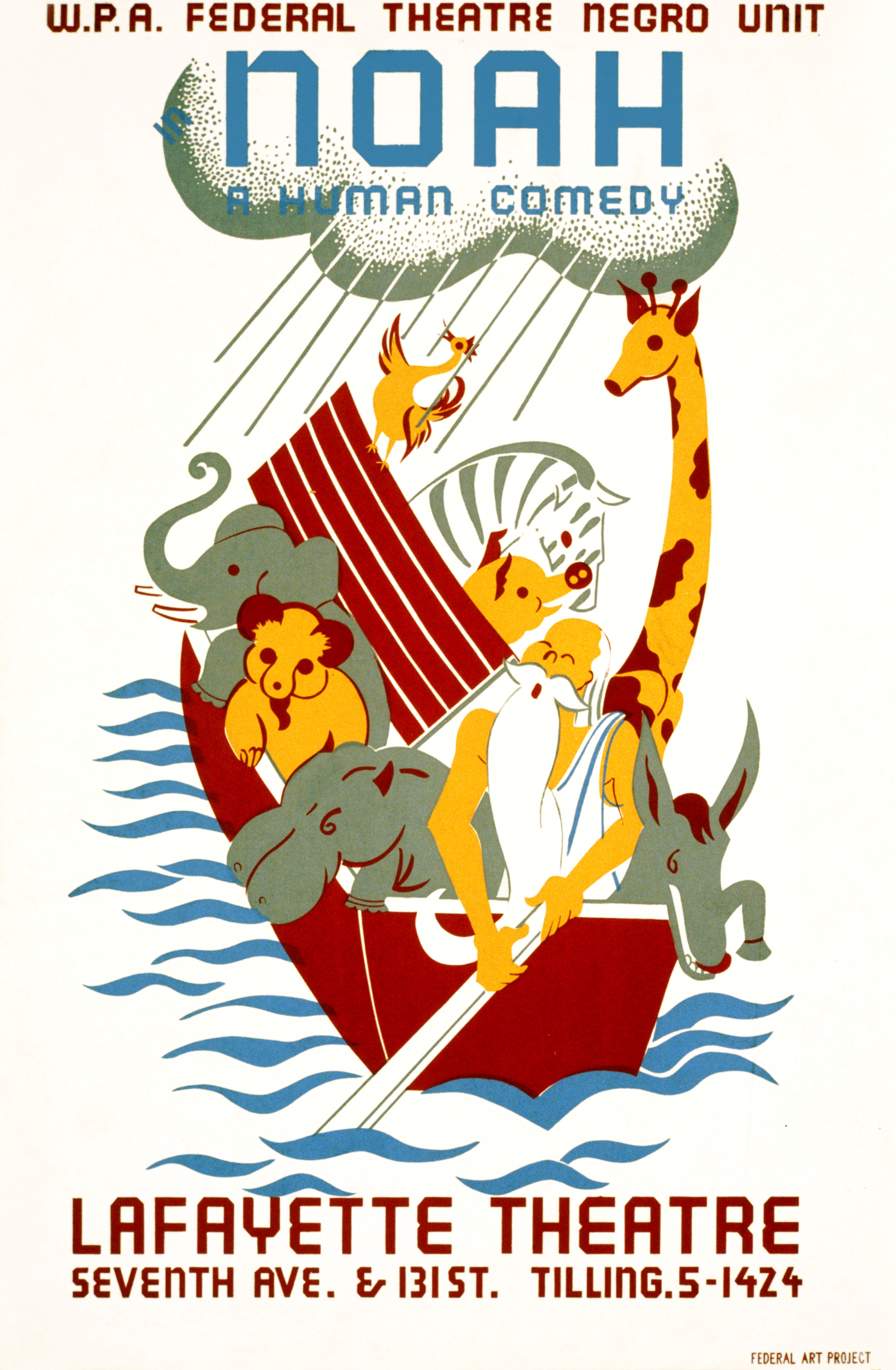
Die Oper Noë (1931) am Lafayette Theatre, New York (1936)

Parallel zu seinem Schaffen als Autor, Journalist und Chroniker suchte André Obey den Kontakt zu Bühnenschaffenden und schloss sich 1921 dem Ensemble Canard Sauvage an. Das Ensemble bestand aus jungen Schauspielern und Autoren, die im Nouveau Théâtre in Paris wirkten und neben eigenen Werken auch jene moderner französischer Autoren aufführen wollten. In Zusammenarbeit mit Theaterautor Denys Amiel erstellte André Obey seine ersten Dramen La souriante Madame Beudet, ein Stück das 1923 verfilmt wurde, und La Carcasse. Kurt Tucholsky beschrieb in seinem Artikel Der General in der Comédie – publiziert am 4. Mai 1926 in Die Weltbühne – den Skandal, den das Stück La Carcasse ausgelöst hatte:

„Die Autoren haben einen guten Ruf – aber dieses Mal haben sie in den Mostrichtopf gegriffen. Ein General wird in diesem Stück lächerlich gemacht!“

Es folgten zwei weitere, die ersten eigenständigen Bühnendichtungen André Obeys: Les Amis de la dernière Heure (1923), Trio (1924).
Von seinen vier Werken wurden gerade einmal zwei, und das nur gelegentlich, aufgeführt. In seinem Programm de Loire äußerte sich André Obey angeblich dazu, dass er die Zeit mit dem Ensemble Canard Sauvage genutzt hätte, sich dem Bühnenschaffen anzunähern, und betrachtete diese Annäherung als sein Praktikum.
Während dieser Zeit begegnete André Obey dem großen Reformator des französischen Theaters Jacques Copeau, Gründer des berühmten Théâtre du Vieux Colombier. Nebst seiner Idee, das Theater zu reformieren, verfolgte Jacques Copeau den Plan, die Heranbildung eines Schauspielers neuer Prägung zu erreichen, wofür er die Schule Ecole du Vieux-Colombier eröffnet hatte. 1925 schloss Jacques Copeau sein Théâtre du Vieux Colombier und zog ins Burgund. Seine Schüler folgten ihm, verbanden sich zur Compagnie des Copeau und gingen mit ihrem Meister auf Tournee. Fünf Jahre nach der ersten Begegnung mit Jacques Copeau traf André Obey diesen wieder an einer Aufführung des Ensembles Compagnie des Copeau im Jahr 1929. Von dem Spektakel der Truppe war André Obey fasziniert, so dass er der Compagnie des Copeau beitrat. Kurz danach bewarb sich Jacques Copeau für eine Stelle an der Comédie Française, wodurch das Ensemble auseinanderfiel. 1930 wurde eine neue Kompanie von Michel Saint-Denis, Neffe und rechte Hand von Jacques Codeau, gegründet: die Compagnie des Quinze, der die meisten Mitglieder der alten Truppe beitraten, so auch André Obey. Dieser war jetzt offizieller Autor der Truppe und verfolgte dieselben künstlerischen Ideale wie deren Schauspieler. Seine Bühnenwerke erschuf er in engem Zusammenwirken mit den Akteuren. Zum Programm der Compagnie des Quinze trug André Obey sechs Theaterstücke bei, die ein weltweiter Erfolg wurden: Noé (1930), Le Viol de Lucrèce (1930), Bataille de la Marne (1931), Vénus et Adonis (1932), Loire (1933) und Don Juan (1933).
Am 17. Januar 1931 trat die Compgane des Quinze im wiedereröffneten Théâtre du Vieux-Colombier mit Noé auf – ein Stück, in dem André Obey die biblische Geschichte von Arche Noah neu interpretierte. Das Bühnenwerk wurde in zwölf Sprachen übersetzt, von namhaften Schauspielern auf bekannten Theaterbühnen nicht nur in Frankreich, sondern in ganz Europa und sogar den USA gespielt.
Die fruchtbare Zusammenarbeit mit dem Ensemble stellte einen entscheidenden Wendepunkt in der Laufbahn André Obeys dar: Als Dramatiker fand er den Durchbruch auf die Bühne. Nach drei Jahren intensiver und erfolgreicher Zusammenarbeit löste sich die Compagnie des Quinze 1933 auf.
Mitglieder der Compagnie des Quinze waren Marguerite Cavadaski, Suzanne Bing, Marie Hélène Dasté, Marie Madeleine Gauthier, Auguste Bovério, Jean Dasté, Aman Maistre, Jean Villard. Die Leitung hatte Michel Saint-Denis inne, während André Obey als Autor wirkte.

### Leben als Dramatiker
Nach der Auflösung der Compagnie des Quinze widmete sich André Obey ausschließlich dem Schreiben von Theaterstücken: Er bearbeitete eine Reihe klassischer Texte und moderne amerikanische Vorlagen.
Die Zeit zwischen den Kriegen war schwer. Die zeitpolitischen Umstände und die Finanzkrise nach dem Ersten Weltkrieg waren allgegenwärtig, und das breite Publikum fehlte. André Obeys Werke wurden nur in geringer Auflage veröffentlicht, seine Bearbeitungen klassischer Texte und moderner amerikanischer Vorlagen nicht alle aufgeführt. Mit seinem großen Lehrmeister Jacques Copeau, der Beziehungen zu verschiedensten einflussreichen Menschen aus dem Bühnenschaffen seiner Zeit unterhielt, zu denen Theaterleute, Schriftsteller, bekannte Intellektuelle und Redakteure gehörten, blieb André Obey in Kontakt. Gelegentlich inszenierte Jacques Copeau Bühnenwerke von André Obey in der Comédie Française wie zum Beispiel Intruction au Cid: Durch eine Art des Spiels führte das Werk dem Zuschauer die Zweifel des Autors am Gelingen seines Schaffens vor Augen.
Der Zweite Weltkrieg brach aus. Das Ereignis verarbeitete André Obey zwischen 1939 und 1943 in seinem Drama La Nuit des Temps, das den Kampf des Guten gegen das Böse thematisierte. Derweil, 1941, verfasste André Obey 800 Mètres, ein Stück, das auf einem seiner Sportberichte aus dem Essey L’Orge du Stade aufbaut, welches André Obey über die Finalwettkämpfe der Olympischen Spiele 1924 in Paris angefertigt hatte. Zusammen mit einer überarbeiteten Fassung von Aischylos’ Suppliantes durch Jacques Copeau und mit der Musik des Schweizer Komponisten Arthur Honegger wurde 800 Mètres im Rahmen einer Open-Air-Veranstaltung im Stade Roland Garros aufgeführt. Die Leitung übernahm der Dirigent Charles Münch.
1943 schrieb André Obey Maria, das bei den Kritikern umstritten war. Damals bekleidete André Obey öffentliche Ämter: Er war Direktor für literarische und dramatische Sendungen beim französischen Rundfunk; er trat den Posten eines Direktors im Bildungsministerium an; er bekleidete 1945 auch das Amt eines Verwaltungsdirektors an der Comédie Française. Sein Engagement in öffentlichen Ämtern sorgte für Anfeindungen. Als Autor legte André Obey eine zweijährige Schaffenspause ein, die bis 1947 dauerte. Wegen gesundheitlicher Probleme trat er schließlich als Direktor bei der Comédie Française zurück. Ein Aufsteller bot ihm das Jahr 1947 dennoch: André Obey wurde zum Ritter der Ehrenlegion ernannt.
Nach dem Krieg griff André Obey das Schreiben wieder auf, erstellte insgesamt neun Bühnenwerke bis in die siebziger Jahre des 20. Jahrhunderts. Seine Werke wurden in zahlreiche Sprachen übersetzt, mitunter von Thornton Wilder ins Englische.
Für Les trois Coups de Minuit, an dem André Obey drei Jahre lang arbeitete (1953–1956) und das von einem alljährlichen Weihnachtsspiel englischer Dorfbewohner im späten Mittelalter handelt, erhielt André Obey den Prix Pelman. Das Institut Pelman von Paris überreichte ihm den Preis für sein gesamtes dramatisches Schaffen. Pelmanismus hatte zum Ziel, via Mentales Training den Zugang zu Selbstheilungskräften herzustellen und Probleme wie zum Beispiel Depressionen oder Phobien durch gezieltes Lenken von Gedanken zu heilen.
In seinem letzten Theaterstück Trois Soldats Morts von 1974/1975 widmete André Obey sich seinem dramaturgischen Hauptthema, dem Tod. Im Werk enthalten sind Gespräche dreier Veteranen. Für die Präsentation des Stücks plante André Obey eine Lesung des Textes mit Schauspielerin Marie-Hélène Dasté, älteste Tochter von Jacques Copeau und Mitglied der damaligen Compagnie des Quinze. Die Lesung sollte am 12. April 1975 stattfinden. André Obey verstarb jedoch einen Tag davor in seinem Landhaus. Hinterlassen hatte er 27 Theaterstücke, vier Romane, zwei Sammelbände und ein unvollendetes Werk: Perséphone.

## Auszeichnungen
- 1928: Literaturpreis Prix Théophraste Renaudot für seinen Roman Le Joueur de Triangle
- 1947: Ritter der Ehrenlegion
- 1958: Prix Pelman für sein Stück Les trois Coups de Minuit, (1953–1956) und gesamtes dramatisches Werk.

## Verzeichnis literarischer Werke

### Romane
- ?: Soldat
- 1918: Le Gardien de la Ville
- 1920: L’Enfent Inquiet
- 1923: Savreux Vainqueur
- 1928: Le Joueur de Triangle

### Sammelbände, Essays
- 1924: L’Orgue du Stade
- 1926: L’Apprenti Sorcier

### Theaterstücke aus der Periode mit EnsembleCanard Sauvage
- 1921: La souriante Madame Beudet in Zusammenarbeit mit Denys Amiel
- 1921: Carcasse in Zusammenarbeit mit Denys Amiel
- 1923: Les Amis de la dernière Heure
- 1924: Trio

### Theaterstücke aus der Periode mit EnsembleCompagnie des Quinze
- 1930: Noé
- 1930: Le Viol de Lucrèce. Vorlage für die Oper The Rape of Lucretia von Benjamin Britten (1946)
- 1931: Bataille de la Marne
- 1932: Vénus et Adonis
- 1933: Loire
- 1933: Don Juan

### Theaterstücke nach der Compagne des Quinze bis Ende Zweiter Weltkrieg
- 1935/1936: Le Trompeur de Séville
- 1937/1938: Ultimatum
- 1939: Revenu de l’Etoile
- 1940: L’Arche de Noé reprend la Mer
- 1940: Introduction au Cid
- 1941: 800 Mètres
- 1939/1943: La Nuit des Temps
- 1943: Maria
- 1945: Les Gueux au Paradis

### Theaterstücke nach dem Zweiten Weltkrieg
- 1947/1948: Prélude à und Faust
- 1950/1951: Lazare
- 1952: Un File pour Vent
- 1953/1956: Les trois Coups de Minuit
- 1958: La Fenêtre
- 1969: L’Ascension du Sinaï
- 1970: Les Retrouvailles oder Le Jour du Retour
- 1974/1975: Trois Soldats Morts

### Nicht vollendete Werke
- Perséphone